# جک بالدوین (بازیکن فوتبال)
جک بالدوین (انگلیسی: Jack Baldwin؛ زادهٔ ۳۰ ژوئن ۱۹۹۳) بازیکن فوتبال اهل بریتانیا است.
از باشگاه‌هایی که در آن بازی کرده‌است می‌توان به باشگاه فوتبال پیتربورو یونایتد، باشگاه فوتبال هارتل پول یونایتد، باشگاه فوتبال فورشم تاون، و باشگاه فوتبال ساندرلند اشاره کرد.